# Philippe Jacob (cyclisme)
Pour les articles homonymes, voir Jacob.
Philippe Jacob (né le 11 août 2003 à Granby) est un coureur cycliste canadien, originaire du Québec .

## Biographie
Dans les rangs juniors, Philippe Jacob se fait remarquer sur piste en devenant champion du Canada de l'américaine, aux côtés de Dylan Bibic. il est également sacré champion du Québec du contre-la-montre en 2021,. Grâce à ses performances, il fait partie des cyclistes canadiens sélectionnés pour disputer les championnats du monde. Il doit cependant déclarer forfait en raison d'une fracture de la clavicule. 
Lors des Jeux du Canada de 2022, il termine deuxième du critérium et troisième du contre-la-montre. Il intègre ensuite l'équipe continentale Ecoflo Chronos, qui forme des jeunes canadiens. Régulièrement aligné sur des compétitions européennes, il continue aussi de concourir en Amérique du Nord. Dans son pays natal, il finit notamment deuxième du championnat du Canada sur route chez les élites en 2023. Il s'empare à cette occasion du titre dans la catégorie des espoirs. La même année, il obtient plusieurs victoires sur des épreuves régionales. Il monte par ailleurs sur le podium de deux étapes du Tour de la Guadeloupe en août 2024. 
En 2025, il décide de quitter l'échelon professionnel pour rejoindre Cannondale Echelon p/b 4iiii, un club amateur. Il explique ce choix par son souhait de concilier davantage le vélo avec ses études. Au mois de juin, il se distingue en remportant une étape du Tour de Beauce, à l'issue d'un sprint. C'est sa première victoire acquise sur une épreuve inscrite au calendrier de l'UCI. Il se classe aussi deuxième du critérium aux championnats nationaux du Canada.

## Palmarès sur route

### Par année
- 2021
  - Champion du Québec du contre-la-montre juniors
  - 3e du championnat du Canada sur route juniors
  - 3e du championnat du Canada du critérium juniors
- 2022
  - 2e du critérium aux Jeux du Canada
  - 3e du contre-la-montre aux Jeux du Canada
- 2023
  -  Champion du Canada sur route espoirs
  - 2e du championnat du Canada du critérium
  - 2e du championnat du Canada sur route
- 2025
  - 1re étape du Grand Prix de Charlevoix
  - 4e étape du Tour de Beauce
  - 2e du championnat du Canada du critérium

### Classements mondiaux
| Année            | 2022 | 2023 | 2024 |
| ---------------- | ---- | ---- | ---- |
| UCI America Tour | 422e | 89e  | 484e |

## Palmarès sur piste

### Championnats nationaux
- 2021
  -  Champion du Canada de l'américaine juniors (avec Dylan Bibic)
  - 3e du championnat du Canada de vitesse juniors
- 2023
  - 3e du championnat du Canada de l'américaine